# Église San Martino de Murano

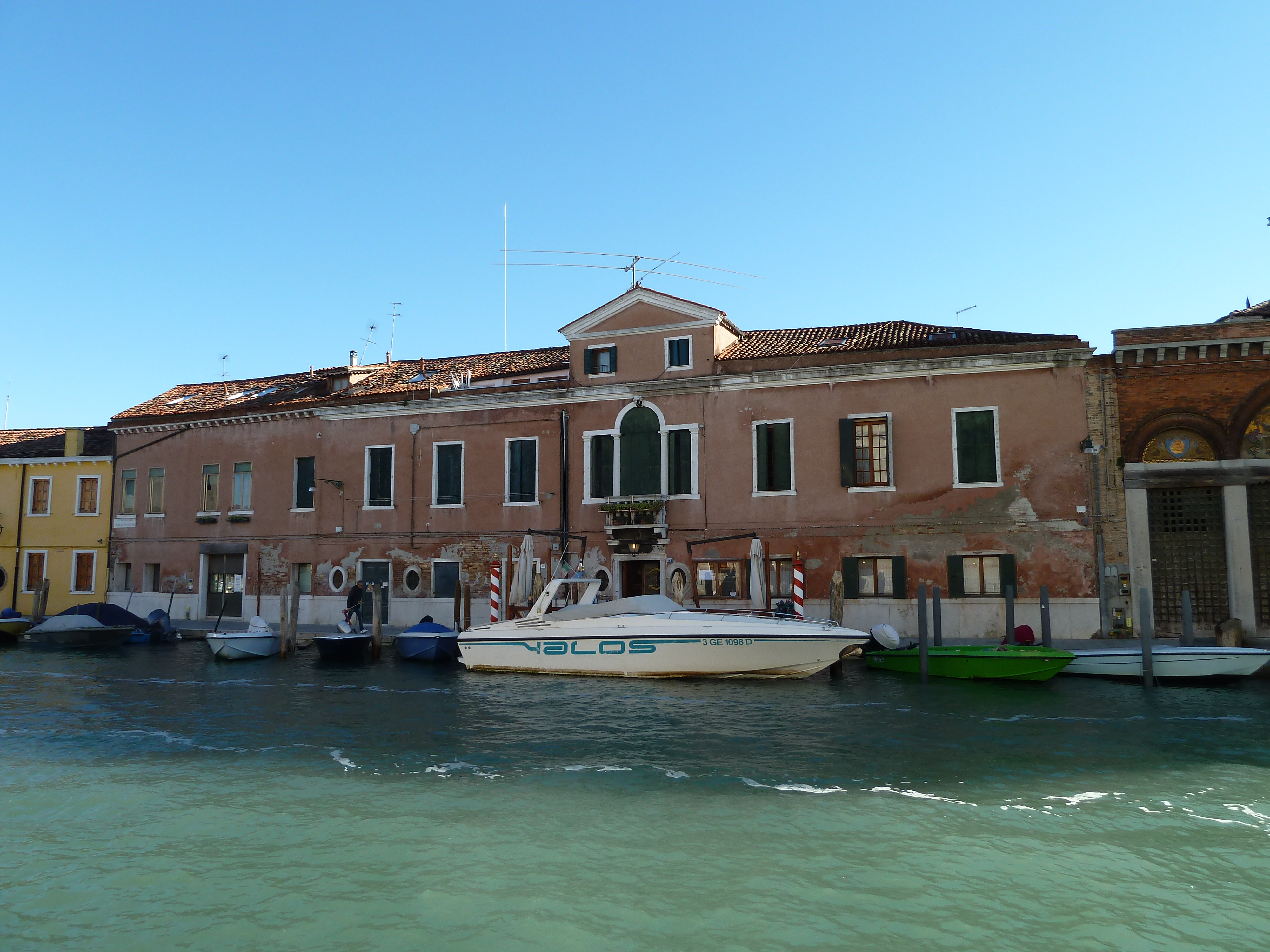
Le monastère S. Martino le long du canal de S.Donato

Pour les articles homonymes, voir Église San Martino.
L'église San Martino (église Saint-Martin) fut une église catholique de Venise, en Italie.

## Localisation
L'église San Martino fut située sur l'île de Murano le long du canale San Donato.

## Historique
L'église San Martino fut érigée dans l'Antiquité par la famille Marcello. 
Elle fut vendue, en 1501, à Maria Merlini, moniale augustinienne à Sainte Catherine de Venise, qui la fit restaurer et on construisit un monastère à côté pour des moniales de Saint-Jérôme (San Gerolamo) choisies parmi la jeunesse la plus noble et la plus riche de Venise.
Une importante rénovation eut lieu en 1550 et une rénovation de la façade eut lieu en 1698. Elle fut alors à simple nef, orientée et à une seule porte d'entrée, trois autels, le baptistère à droite de la porte, le pavement en marbre à carrés blancs et rouges et renfermait diverses peintures sacrées. 
L'église fut reconstruite en 1698 et est toujours restée ouverte comme paroisse, jusqu'en 1810. Elle fut détruite en 1815.
La communauté fut abolie avant 1806 et les religieuses furent intégrées aux Augustiniennes de Sainte-Marie des Anges le 1er juillet 1806 et finalement supprimées le 12 mai 1810.